# Yūta Gōke
Yūta Gōke (jap. 郷家 友太, Gōke Yūta; * 10. Juni 1999 in Tagajō, Präfektur Miyagi, Japan) ist ein japanischer Fußballspieler. 

## Karriere
Yūta Gōke erlernte das Fußballspielen in der Schulmannschaft der Aomori Yamada High School. Seinen ersten Profivertrag unterschrieb er 2018 bei Vissel Kōbe. Der Verein aus Kōbe spielte in der höchsten Liga des Landes, der J1 League. 2019 gewann er mit dem Club den Kaiserpokal. Im Endspiel siegte man gegen die Kashima Antlers mit 2:0. Anfang 2020 gewann er mit Vissel den Supercup. Gegen den japanischen Meister von 2019, den Yokohama F. Marinos, gewann man im Elfmeterschießen mit 6:5. Nach fünf Spielzeiten und 108 Ligaspielen wechselte er im Januar 2023 zum Zweitligisten Vegalta Sendai.

## Erfolge
Vissel Kōbe
- Japanischer Pokalsieger: 2019
- Japanischer Supercup-Sieger: 2020